# 28 janvier 1924
Le lundi 28 janvier 1924 est le 28e jour de l'année 1924.

## Naissances
- Mohammed Bello Abubakar (mort le 28 janvier 2017), polygame nigérian
- Jacob Grobbe (mort le 15 décembre 2010), catcheur néerlandais
- Jean Le Boulch (mort le 27 mai 2001), médecin français
- Karl Guðmundsson (mort le 24 juin 2012), joueur puis entraîneur et dirigeant islandais de football
- Marcel Broodthaers (mort le 28 janvier 1976), artiste conceptuel, poète, illustrateur, graveur
- Roland Dubuc (mort le 27 février 1998), artiste peintre et sculpteur français
- Wilhelm Klingenberg (mort le 14 octobre 2010), mathématicien allemand

## Décès
- Teófilo Braga (né le 24 février 1843), homme politique portugais

## Événements
- Renault lance une expédition automobile à travers le Sahara de Colomb-Béchar à Bourem.